# دائرة المعارف العثمانية
جمعية دائرة المعارف العثمانية هي بيت للعلم تأسس في 14 جمادى الثاني 1308 هـ (الموافق 24 كانون الثاني/يناير 1891) في الدولة الآصفية نظام حيدر أباد الدكن في عهد النواب مير عثمان علي خان.

## أهداف الجمعية
استهدفت دائرة المعارف العثمانية التنقيب عن المخطوطات والمؤلفات العربية والإسلامية وتحقيقها وطباعتها ونشرها في أرجاء العالم الإسلامي، فقد اقتفت المخطوطات النادرة سواء كانت نسخا أصلية أو صورا مصغرة من المكتبات العالمية في الدول الأوربية والعربية وكانت تطبعها بعد ما تقوم بالتصحيح وكتابة الهوامش، وبذلك ساهمت في المحافظة على تراث علمي ضخم، ومنعت ضياعه أو تلفه وقدمته إلى مختلف الأجيال صحيحا ومنقحا.
لما كانت العلوم العربية والفنون القديمة والمآثر الإسلامية من أكبر مراكز الزمان التي دارت على محورها العقول والفهوم والأفكار الإنسانية من القرون الوسطى إلى الأعصار الباقية لاحياء أدوار الروحانية وابقاء أوراد الجسمانية، استعد لجمعها وصيانتها ونشرها أفاضل الأمة الإسلامية وأكابر الدولة الآصفية وأحسوا بلزوم خدمتها احساساً بليغاً ليتشرفوا عزاً منيعاً واسناداً علمياً في الحياة الدنيوية والأخروية حتى سعوا لاقامة جمعية علمية في الديار الدكنية تحت نظارة المملكة الآصفية خير بقايا الدول الإسلامية.

## ذكر مؤسسي هذه الجمعية
أول من اعتنى بتأسيس هذه الجمعية مولانا حسين البلجرامي المخاطب بالنواب عماد الملك ناظر معارف الدولة الآصفية وكاتب السر لحضرة السلطان النظام السادس، والعلامة الجليل المولى عبد القيوم أحد أساطين الشرعية، وذو المحاسن الظاهرة والباطنة مولانا أنوار الله خان المخاطب بالنواب فضيلت جنگ شيخ الإسلام في البلاد الآصفية غفر الله لهم أجمعين فضلاً وعناية - ولا ريب أن هؤلاء الزعماء بذلوا غاية المجهود باخلاص النية وحسن الطوية في ترصيص هذه الجمعية فطيب الله ثراهم.

## رؤساؤها
بعد أيام قليلة صارت مساعي هؤلاء الأكابر مشكورة ومقبولة حتى أن النواب السير وقار الأمراء وزير معارف الدولة الآصفية تقبل رياسة هذه الإدارة العلمية وصرف العناية الجميلة إلى استوائها على نهج سوي فقدم عريضة بوساطة النواب السير آسمانجاه الوزير الأكبر إلى أعتاب السلطان بن السلطان الأمير محبوب علي خان بهادر نظام الملك آصف جاه السادس وذكر فيها الاحتياج إلى اعانة هذه الجمعية لاستيفاء مقاصدها العالية فتقبلها جلالة السلطان وكتب لها توقيعاً رفيعاً في رابع عشري جمادى الآخرة سنة 1308 هـ.
- في 1969، كان يرأسها البروفيسور محمد عبد المعيد خان، وكانت وزارة المعارف للحكومة العالية الهندية تدعم دائرة المعارف
- في 2004، كان يرأس دائرة المعارف العثمانية البروفيسور محمد عبد المجيد وهو نفسه رئيس قسم اللغة العربية في الجامعة.
- في 2007، تولى الرئاسة البروفيسور شاهد علي عباسي.

## ذكر بعض أعيانها
لما ذاع أمر هذه الإدارة اشترك في تشييدها من جهابذة العلم وأعيان الحكومة مثل العالم الكبير المفتي محمد سعيد المدراسي والسيد النحرير مظفر الدين والفاضل المحقق مولانا الشيخ عبد الحق الخيرآبادي، والعلامة الجليل مولانا شبلي النعماني صاحب السيرة النبوية والدكتور السير سيد أحمد خان مؤسس مدرسة العلوم بعلي كره والنواب وقار الملك عميد الحكومة والنواب محسن الملك عميد المالية والنواب اقبال پارجنگ والنواب رفعت پارجنگ وغيرهم من فحول الأكابر رحمهم الله أجمعين.
الكتب التي نشرتها مطبعة مجلس دائرة المعارف العثمانية بحيدر آباد الدكن، قام على تصحيحها وضبط نصوصها مجموعة من المحققين من علماء الهند، من أمثال عبد الرحمن بن يحيى المعلمي، وقطب الدين محمود بن غياث الدين علي الحيدرآبادي، ومحمد بدر الدين العلوي، محمد أنوار الله خان وغيرهم. كما أسهم في تصحيح بعض إصداراتها أحد المستشرقين، وهو الألماني فريتس كرنكو، الذي صحح (الجمهرة) لابن دريد، و (الدرر الكامنة) لابن حجر... وغيرها.
القرآن الكريم: خطط بطريقة عجيبة ويقع في مئة وعشرين صفحة بحيث يبدأ كل سطر من اسطره بحرف الواو.

## استقلال الهند
بعد استقلال الهند أصبح نظام حيدر أباد جزءاً من الجمهورية الفيدرالية الهندية، وأصبحت الحكومة الاتحادية هي الممول لدائرة المعارف التي قامت بتحقيق ونشر سلسلة جديدة من كتب التراث منها الحاوي في الطب للرازي. كما قامت مطبعة دائرة المعارف العثمانية عام 1951 بطباعة الترجمة العربية لل «گيتا» الكتاب المقدس عند الهندوس، والذي قام بترجمته ماكن لال راي تشودري، غير المسلم ورئيس قسم التاريخ والثقافة الإسلامية بجامعة كلكته. وكان ذلك أثناء دراسته بالأزهر الشريف، وأشرف على الترجمة أستاذه محمد حبيب أستاذ التاريخ بكلية أصول الدين بالجامعة الأزهرية.

## الوضع الحالي
يقع مقر دائرة المعارف العثمانية في مبنى قريب من الجامعة العثمانية وهي أقدم عهدا من الجامعة نفسها، وإن كانت انضمت تحت جناحها فيما بعد، هذه الدائرة شهدت في عهد السلطان نواب مير محبوب علي خان (نظام الملك) افتتاح واحدة من أقدم مطابع الكتب باللغة العربية في تاريخ الطباعة العربية بالهند وتحديدا في العام 1306 هـ الموافق 1888م، حتى أن أي مكتبة عربية لا تخلو من كتاب يحمل اسم هذه الدار، إذ كانت المخطوطات المؤلفة تأتي إليها مع البحارة، فتعود إلى حيث جاءت مطبوعة بعشرات وآلاف النسخ من كتب الطب إلى الحديث فالتاريخ والعلوم الرياضية، تباع وتنشر في كل المدن الإسلامية.
هذه المطبعة التي كان لها الفضل في إحياء الكتب العلمية والدينية، هي التي ما زالت تعمل حتى الآن، مؤدية أعظم الخدمات للغة العربية ليس في شبه القارة الهندية وحدها، بل أيضا في البلدان العربية.
في البداية دخلنا إلى صالة تضم العديد من الكتب النادرة المطبوعة والمعروفة في العالم العربي، كتب في الفقه والتراجم والسيرة وغيرها من كل الأغراض التي عنيت بها الكتابة العربية.
وفيها (مسند أبي يعلي الموصلي) من القرن الرابع الهجري، الذي لا يوجد منه الآن إلا ثلاث نسخ فقط في العالم، وتمتلك الدائرة النسخة الأصح منها.
وفيها أيضا كتاب (المقفى الكبير) للمقريزي، وتوجد نسخة فقط منه في باريس، هي الوحيدة الموجودة في العالم وقد أحضرت الدائرة نسخة فيلمية منها إلى حيدر أباد وقامت بتحقيقها وطباعة نسخ عدة منها.
وكذلك فيها نسخة نادرة وعجيبة لمصحف يضم 120 صفحة فقط، وكل جزء منه يتم ختمه في أربع صفحات فقط، والعجيب فيه أن كل سطر في هذا الكتاب يبدأ بحرف (الواو), من أول صفحة فيه إلى الصفحة الأخيرة.
وحسب الشيخ أبو بكر الهاشمي رئيس المصححين في الدائرة فإن عملية التصحيح تتم بمراجعة وبحث وتحقيق المتون للكتب التي يتقرر طباعتها، مشيرا إلى أن الدول العربية وإن كانت قد عرفت المطابع في القرن التاسع عشر إلا أنها اهتمت بطباعة الكتب القديمة المتوافرة لديها، بينما استهدفت دائرة المعارف العثمانية التنقيب عن المخطوطات والمؤلفات العربية والإسلامية وتحقيقها وطباعتها ونشرها في أرجاء العالم الإسلامي، فقد اقتفت المخطوطات النادرة سواء كانت نسخا أصلية أو صورا مصغرة من المكتبات العالمية في الدول الأوربية والعربية وكانت تطبعها بعد ما تقوم بالتصحيح وكتابة الهوامش، وبذلك ساهمت في المحافظة على تراث علمي ضخم، ومنعت ضياعه أو تلفه وقدمته إلى مختلف الأجيال صحيحا ومنقحا.وهو ما أكده الشيخ محمد عمران الأعظمي كبير المصححين في الدائرة وهو شاعر باللغة العربية وأديب يتحدث ست لغات، فقد لخص الأمر قائلا: (إن موضوعنا في هذه الدائرة هو الكتب التي لم تطبع بعد في العالم، فنحن نجلب الأفلام والصور الشمسية من مختلف الدول، ونقوم هنا بطباعتها وتوزيعها في مختلف أرجاء العالمين العربي والإسلامي).
وفي غرفة يقوم فيها رجال الصف بجمع الحروف على النمط التقليدي نفسه الذي اندثر في الوقت الحالي مع انتشار برامج النشر الإلكترونية، يتعجب المرء حين يعلم أن مصففي الحروف لا يعرفون اللغة العربية أبدا، فهم من الهنود العاديين، غير أن خبرتهم الطويلة مكنتهم من حفظ أشكال الحروف واختيارها ورصها ببراعة من بين مئات الألوف من القطع المعدنية الصغيرة الملقاة بغير انتظام في أوعية خشبية متقادمة.
وحسب رئيس دائرة المعارف العثمانية البروفيسور محمد عبد المجيد الذي هو نفسه رئيس قسم اللغة العربية في الجامعة، فإن قسم الصف هذا يودع أيامه الأخيرة للتحول عنه إلى الأجهزة الحديثة، وسوف يواصل الاهتمام بالتراث العربي، في كتابة المخطوطات على أجهزة الكمبيوتر. لكن الدار - التي وضعت أمامها هدفا تمثل في جمع المخطوطات العلمية والفنية العربية والسعي لصيانتها، على أن تكون تلك المخطوطات، وفقا لما أخبرنا به البروفيسور محمد عبد المجيد، من مؤلفات القرون الثمانية الأولى من الهجرة التي تعد أزهى عصور الإسلام في مجال التأليف، وأن تكون نسخ تلك المخطوطات قد ندرت في العالم بحيث يخشى أن تفقد إذا لم يتم تدارك ذلك - قد أضافت إلى المكتبة الإسلامية والعربية مئات الكتب والمؤلفات التي منها على سبيل المثال: السنن الكبرى للبيهقي، والفالق في اللغة للزمخشري وتهذيب التهذيب للعسقلاني.

## متحف سلار جنگ
يقع متحف سلار جنگ في مكان آخر بمدينة حيدر أباد وتوجد به كميات هائلة من المخطوطات. المتحف أنشأه وزير في عهد نظام الملك، كان يهوى جمع التحف والمخطوطات النادرة، وقد حمل المكان اسم ذلك الوزير العاشق للثقافة والفنون.
كان (جناح المخطوطات) هو أكثر الأقسام إثارة، وفيه مجموعة من أندر المخطوطات العربية، وكتب في الحديث مكتوبة بخط اليد، وما زالت تحتفظ بنفس ألوانها، وكتبا في الشعر والسوانح والتصوف والمواعظ والخطب وعلم المنطق واللغات والسيرة والتفسير والتاريخ والمذاهب باللغتين العربية والفارسية، وإن كان عدد المخطوطات في هذا الجناح باللغة الفارسية يفوق المخطوطات باللغة العربية بكثير، فالعربية منها تصل إلى مايزيد قليلا على 2600 مخطوطة من بين 8500 تشمل اللغات الأخرى.
ومن مقتنيات المتحف النادرة نسخة من القرن الرابع عشر لبستان سعدي الشاعر الفارسي الكبير، ونسخة من (الشاهنامة) للفردوسي تعود إلى نهاية الربع الأول من القرن الخامس عشر، وهناك أيضا نسخة من مخطوطة تجمع أحاديث وسيرة الرسول (صلى الله عليه وسلم) مترجمة إلى الفارسية من نهاية القرن الخامس عشر الميلادي.

## موضوعات ذات صلة
- المخطوطات العربية في الهند

## وصلات خارجية
- موقع يبيع مطبوعات دائرة المعارف العثمانية